# Sarcophyton crassocaule
Sarcophyton crassocaule is een zachte koraalsoort uit de familie Alcyoniidae. De koraalsoort komt uit het geslacht Sarcophyton. Sarcophyton crassocaule werd in 1919 voor het eerst wetenschappelijk beschreven door Moser. 